# Pérignac, Charente-Maritime

Pérignac este o comună în departamentul Charente-Maritime, Franța. În 1 ianuarie 2022 avea o populație de 959 de locuitori.